# Gare de Balsièges-Bourg
Pour les articles homonymes, voir Gare de Bourg.
Ne doit pas être confondu avec Gare de Balsièges.
La gare de Balsièges-Bourg est une halte ferroviaire française de la ligne du Monastier à La Bastide-Saint-Laurent-les-Bains, située sur le territoire de la commune de Balsièges, dans le département de la Lozère en région Occitanie. Elle remplace la gare de Balsièges (fermée) située dans le quartier Luxembourg.
C'est une halte ferroviaire de la Société nationale des chemins de fer français (SNCF) desservie par des trains express régionaux TER Occitanie.

## Situation ferroviaire
Établie à 689 mètres d'altitude, la halte de Balsièges est située au point kilométrique (PK) 637,413 de la ligne du Monastier à La Bastide-Saint-Laurent-les-Bains, entre les gares ouvertes de Barjac et de Mende.

## Fréquentation
De 2015 à 2023, selon les estimations de la SNCF, la fréquentation annuelle de la gare s'élève aux nombres indiqués dans le tableau ci-dessous :
| Année     | 2015 | 2016 | 2017 | 2018 | 2019 | 2020 | 2021 | 2022 | 2023 |
| --------- | ---- | ---- | ---- | ---- | ---- | ---- | ---- | ---- | ---- |
| Voyageurs | 3    | 5    | 2    | 6    | 12   | 16   | 0    | 26   | 32   |

## Service des voyageurs

### Accueil
Cette halte est un point d'arrêt non géré (PANG) à entrée libre.

### Desserte
La halte de Balsièges est desservie par des trains TER Occitanie qui effectuent des missions entre les gares de Saint-Chély-d'Apcher, ou de Marvejols, et de Mende.

### Intermodalité
Un parking pour les véhicules est aménagé. Elle est desservie par des cars TER Occitanie et TER Auvergne, en complément ou remplacement de dessertes ferroviaires.